# Lufttrycksvibrator
| Lufttrycksvibrator |
| --- |
| En lufttrycksvibrator av märket "Satisfyer". - Betydelse – sexleksak baserad på tryckluft - Funktion – ger njutning genom luftstötar och -sug kring klitorisollonet - Bakgrund – 2014, uppfunnen av Michael Lenke - Relaterade begrepp – vibrator |

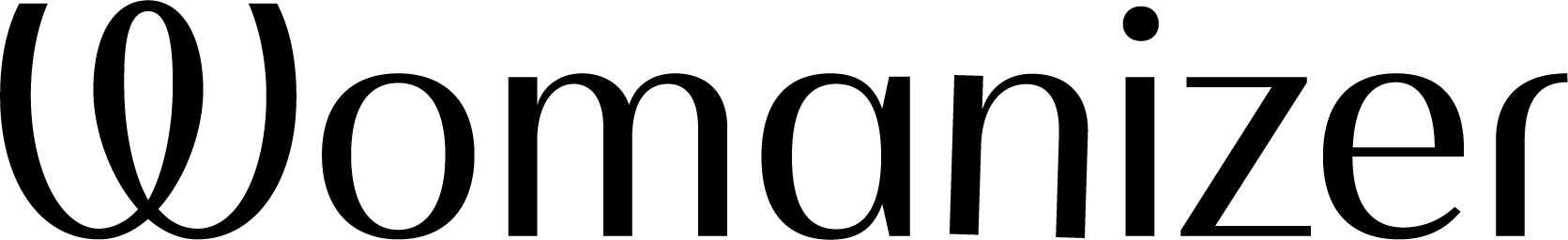
"Womanizer" var det första lanserade märket på lufttrycksvibrator.

En lufttrycksvibrator är en typ av sexleksak. Den genererar lufttryckspulser för att stimulera klitorisollonet utan att direkt beröra det. Den här typen av sexleksak har utvecklats under 2010-talet, som ett alternativ till andra typer av vibratorer och dildoar och säljs via varumärken som "Satisfyer", "Womanizer" och "Lelo". Med sin pulsteknik ger lufttrycksvibratorerna – enligt många användare – en säkrare och snabbare orgasm.

## Funktion
Lufttrycksvibratorn är batteridriven och i regel mindre än andra typer av vibratorer. Den aktiva delen inkluderar en kammare som riktas in runt klitorisollonet, som då blir fokus för den omväxlande pustande och sugande luftpulsen från apparaten. Ingen del av apparaten behöver då komma i direkt kontakt med själva det känsliga klitorisollonet, utöver luftstötarna.
Produkten kan även kombinera lufttrycksfunktionen med den hos en traditionell vibrator, för olika typer av stimulans.

## Historia
Den första lufttrycksvibratorn lanserades 2014, via märket "Womanizer". Modellen togs fram av den tyske ingenjören Michael Lenke som avslöjade att idén kom från hans hustru; hon uppskattade att han sög på hennes klitoris. Utifrån denna tanke skapades en produkt som skulle kunna ge snarlika effekter via pulserande luft.
2016 lanserade ett annat företag den billigare kopian "Satisfyer", vilket gjorde att marknaden expanderade. I Sverige fick produkten stor uppmärksamhet hösten 2019, när Sveriges Television sände dokumentären Orgasmgarantin. Titeln syftade på kvinnors ofta större svårigheter att nå orgasm i samband med onani eller samlag och den nya produktkategorins löften att åtgärda dessa problem. 2021 var lufttrycksvibratorer av märket "Satisfyer" den mest sålda sexleksaken i Sverige.
Ett äldre sexhjälpmedel baserat på luftsug är klitorispumpen. Denna efterliknar penispumpen och inkluderar en sugklocka av gummi eller plast.